# 猿蟹合戰

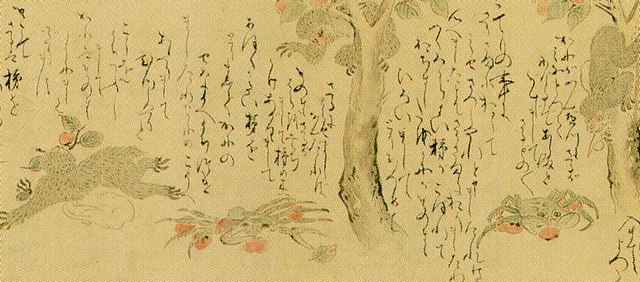
江戶時代的『猿蟹合戰繪卷』

猿蟹合戰（日语：／）是日本的民間傳說。描寫狡猾的猴子欺騙殺害螃蟹，被螃蟹的孩子們報仇的傳說。主題是「因果報應」。

## 概要

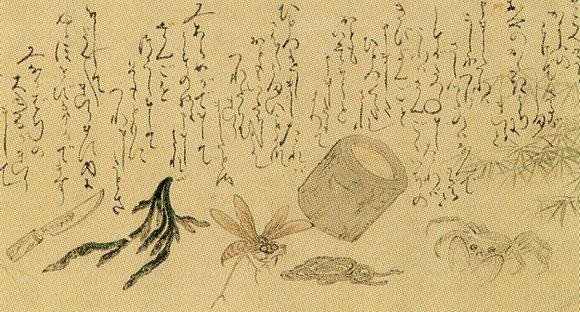
『猿蟹合戦絵巻』，報仇場面。本作品是臼、蛇、蜂、荒布、菜刀。

猿蟹合戰流傳在日本各地，內容各有差異，大概是狡猾的猴子要用柿子的種子交換螃蟹的飯糰。螃蟹最初不願意，但是，被猴子告知若種植會長出許多柿子後和猴子交換。後日，種子長成大樹並長出許多柿子，摘不到柿子的螃蟹拜託來訪的猴子摘取，但是，狡猾的猴子只顧自己吃，反而向催促的螃蟹投擲堅硬的種子，螃蟹因此死亡。
螃蟹的孩子們找來栗子、臼、蜂、牛糞，潛入猴子的家，最後順利殺死猴子報仇。猴子的心臓流血並死亡。
現代版的故事中，因兒童教育上的問題，螃蟹和猴子都只有受傷的程度，猴子最後反省，無殘酷的報仇，故事和平的結束。另外，部分版本牛糞未登場。

## 備考
小說家芥川龍之介曾經將此傳說改寫成短編小說（題名『猿蟹合戰』）。
另外，1887年（明治20年）的尋常小學校教科書中揭載的『さるかに合戰』，蛋取代栗子、昆布取代牛糞登場。

## 關連項目
- 報復

## 外部連結
- 『猿蟹合戦』：新字新仮名 （页面存档备份，存于）（青空文庫）
- 『猿蟹合戦』：中文翻譯 （页面存档备份，存于） (日本小說翻譯室)